# NGC 233
NGC 233 (ook wel PGC 2604, UGC 464, MCG 5-2-41 of ZWG 500.78) is een elliptisch sterrenstelsel in het sterrenbeeld Andromeda. NGC 233 staat op ongeveer 240 miljoen lichtjaar van de Aarde.
NGC 233 werd op  11 september 1784 ontdekt door de Duits-Britse astronoom William Herschel.